# علبة خوار

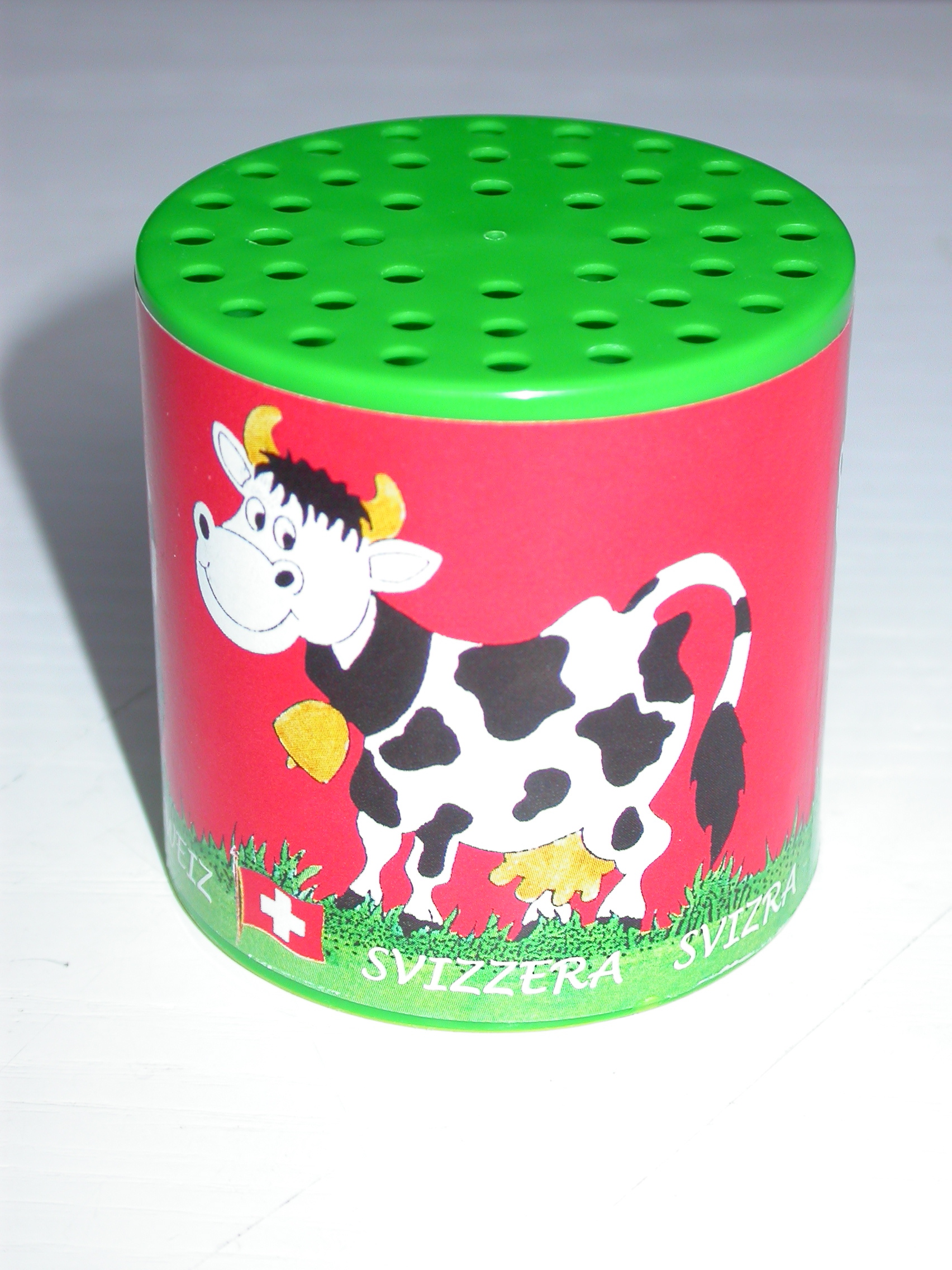
علبة خوار

علبة الخُوار هي لعبة أو تذكار، وتستخدم أيضًا لاختبار السمع. عندما تُقْلَب رأسًا على عقب، فإنها تنتج صوتًا يشبه خوار البقر. يمكن ضبط اللعبة لإصدار أصوات حيوانات أخرى مثل مُواء القطة، أو زقزقة الطائر، أو ثُغاء الغنم.

## التكوين
تتكون علبة الخوار من كتلة وكِير. يُثبَّت الكير في الجزء الأسفل من العلبة والكتلة. الكتلة ثقيلة مُخرَّمة، وتُستخدم لتحريك المنفاخ، وإنتاج الصوت.
عندما تُقلب العلبة، تسقط الكتلة من الأسفل، وتملأ المنفاخ بالهواء. عندما تُقلب العلبة إلى الجانب الأيمن، يُطرد الهواء من خلال شفرة مهتزة (مما يجعلها أداة نفخ حرة) مما ينتج الصوت. بعد اجتياز الشفرة، يمر الهواء عبر مجرى متغير الطول، والتي تحدد درجة الصوت.

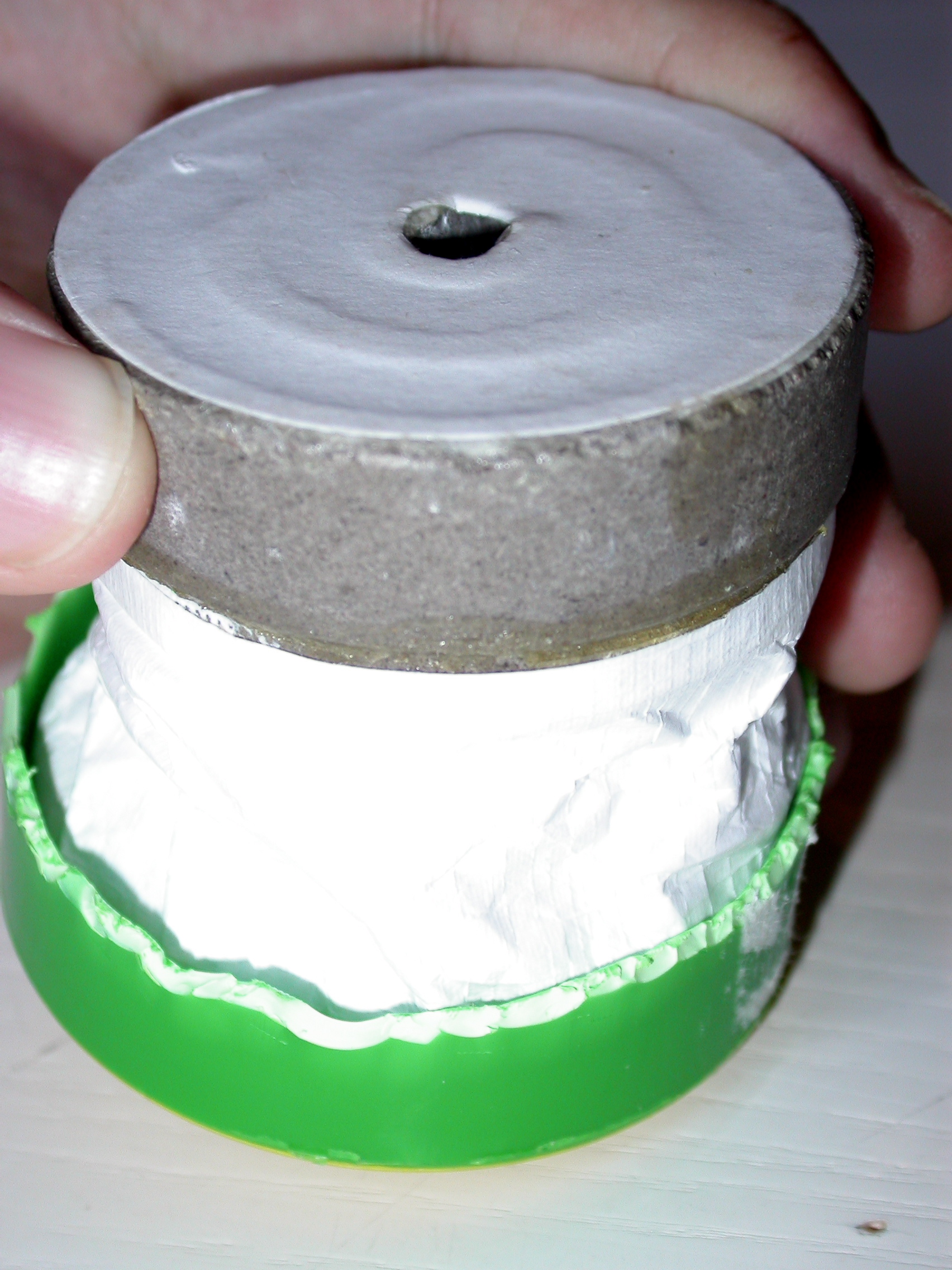
كتلة ومنفاخ

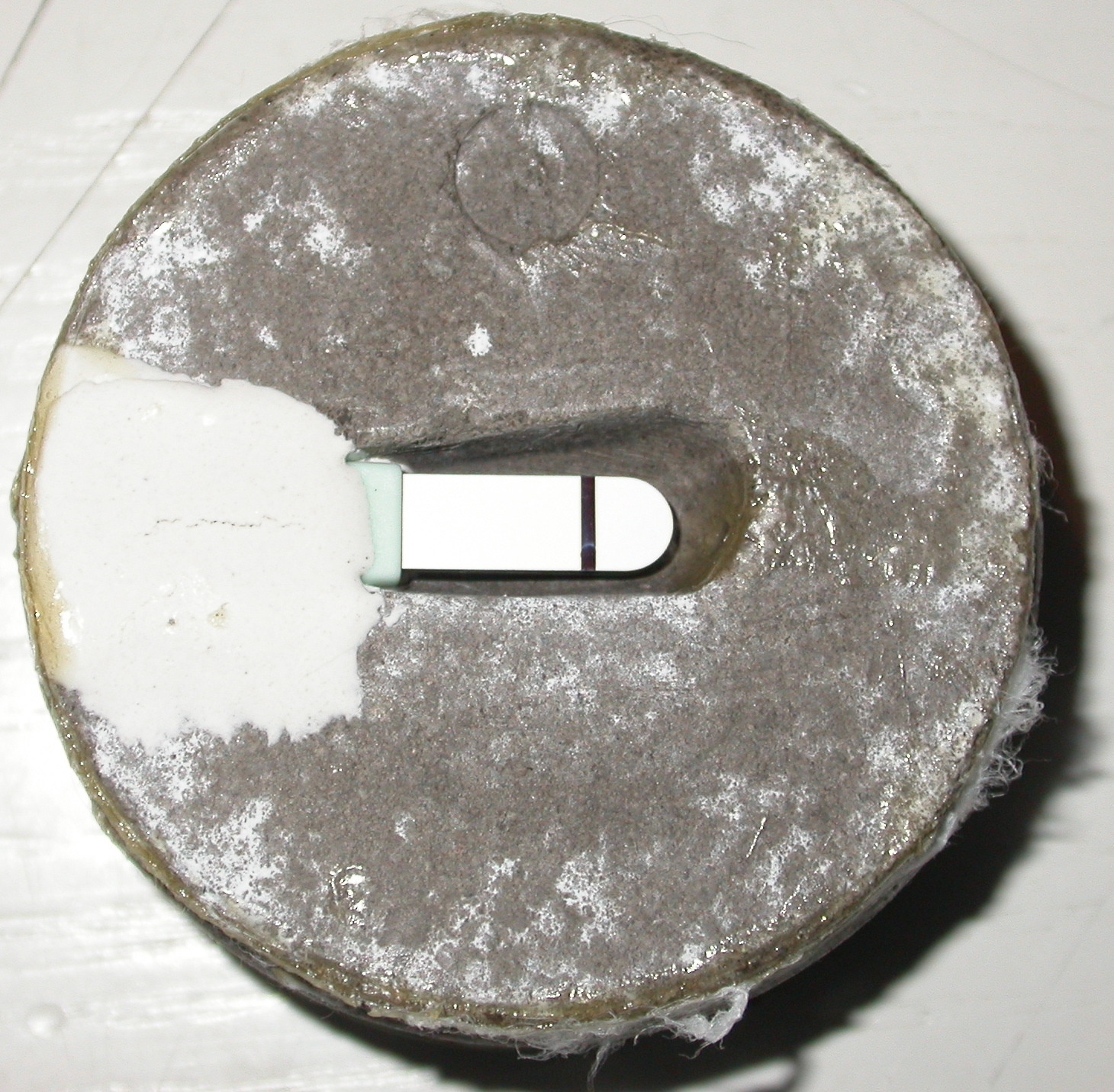
كتلة تظهر الشفرة

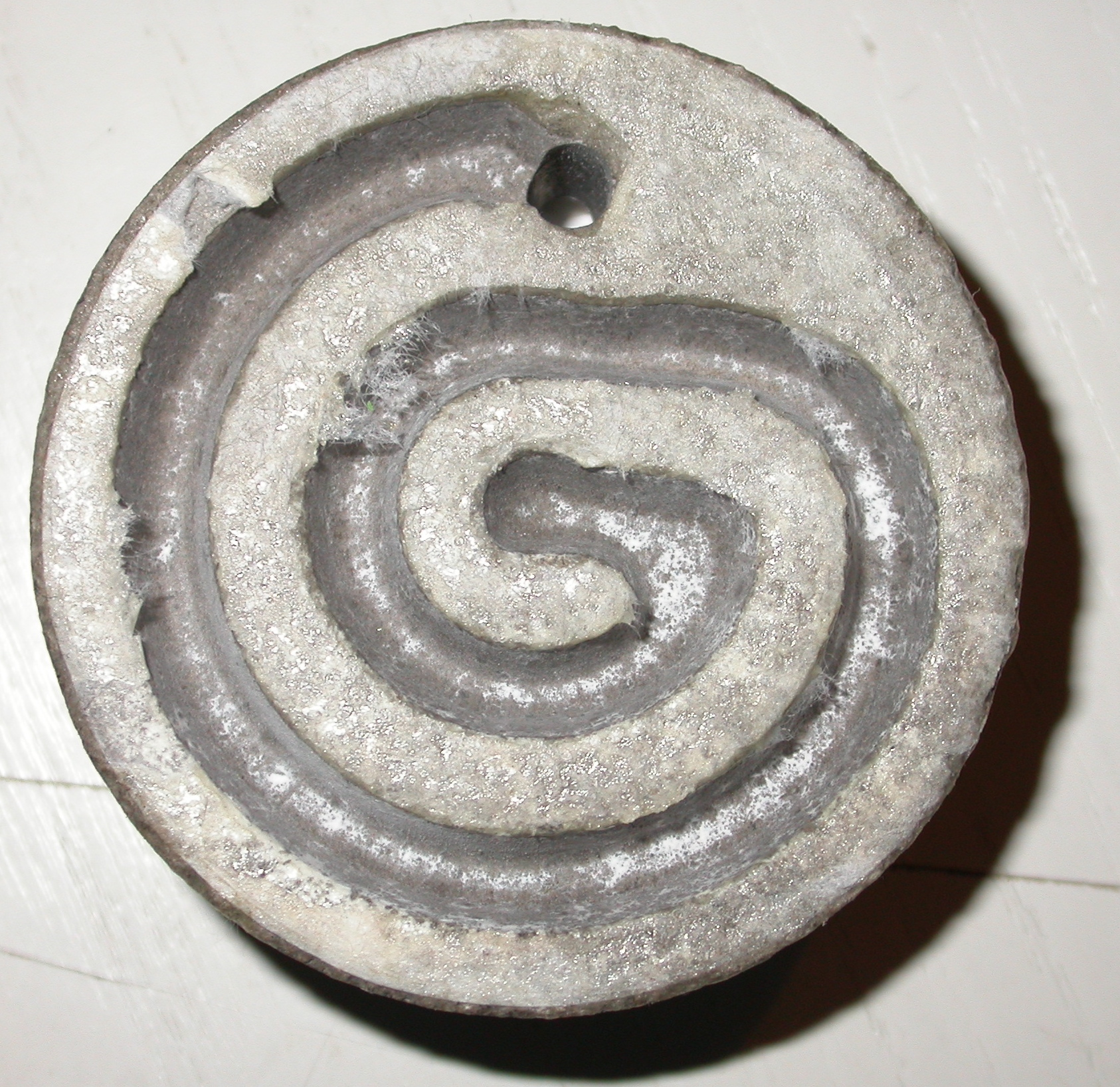
كتلة ذات مجرى